# Parfouru-sur-Odon
Parfouru-sur-Odon är en kommun i departementet Calvados i regionen Normandie i norra Frankrike. Kommunen ligger i kantonen Villers-Bocage som ligger i arrondissementet Caen. År 2022 hade Parfouru-sur-Odon 197 invånare.

## Befolkningsutveckling
Antalet invånare i kommunen Parfouru-sur-Odon
Referens:INSEE